# Lijst van burgemeesters van Maldegem
Dit is een chronologische lijst van de Maldegemse burgemeesters vanaf 1852. 
- 1831 - 1852: Jean Charles Philippe Domers, geboren te Puttelange-aux-Lacs. Was eerder al burgemeester van Adegem.
- 1852 - 1861: Jean-Marie De Smet
- 1861 - 1871: Lieven De Buck
- 1871 - 1879: Désiré Van Mullem
- 1879 - 1884: Désiré De Meyere
- 1885 - 1889: Désiré Van Mullem
- 1890 - 1903: Hippoliet Cuelenaere sr. (1848-1903)
- 1904 - 1925: Charles Rotsart de Hertaing (1867-1925)
- 1926 - 1932: Hector Cuelenaere (1881-1957) - zoon van Hippoliet Cuelenaere sr.
- 1933 – 1933: Jozef De Lille
- 1934 – 1939: Hector Cuelenaere (1881-1957)
- 1939 – 1944: Maurits De Meyere
- 1945 – 1946: Julien Willemarck (1894-1996)
- 1947 – 1954: Hippoliet Cuelenaere (1914-1981) – zoon van Hector Cuelenaere
- 1954 – 1964: Antoine Rotsart de Hertaing (1906-1997) – zoon van Charles Rotsaert de Hertaing
- 1965 – 1970: Georges De Muyt
- 1971 – 1998: Jean Rotsart de Hertaing – zoon van Antoine Rotsaert de Hertaing
- 1998 – 2012: Johan De Roo (CD&V)
- 2013 – 2018: Marleen Van den Bussche (CD&V)
- 2019 – 2022: Bart Van Hulle (Open VLD)
- 2022 – heden: Koenraad De Ceuninck (CD&V)

Brussels Hoofdstedelijk Gewest:
Anderlecht · 
Brussel

Vlaanderen:
Aalst · 
Aarschot · 
Antwerpen · 
 Asse · 
Beernem · 
Bertem · 
Blankenberge · 
Brugge · 
Damme · 
De Haan · 
De Panne · 
Deerlijk · 
Deinze · 
Eeklo · 
Evergem · 
Galmaarden · 
Geraardsbergen · 
Gent · 
Halle · 
Hasselt · 
Herent · 
Herk-de-Stad · 
Herzele · 
Heusden-Zolder · 
Houthalen-Helchteren · 
Ichtegem · 
Kaprijke · 
Knokke-Heist · 
Kortemark · 
Kortenberg · 
Kortrijk · 
Leuven · 
Lichtervelde · 
Lievegem · 
Lokeren · 
Maldegem · 
Mechelen · 
Moerbeke-Waas · 
Ninove · 
Oostende · 
Oostkamp · 
Poperinge · 
Roeselare · 
Ronse · 
Sint-Lievens-Houtem · 
Sint-Niklaas · 
Sint-Truiden · 
Temse · 
Tielt · 
Tienen · 
Tongeren · 
Torhout · 
Veurne · 
Waregem · 
Wellen · 
Wetteren · 
Wichelen · 
Zaventem · 
Zedelgem · 
Zele · 
Zonhoven · 
Zottegem

Wallonië: 
Charleroi · 
's-Gravenbrakel · 
Morlanwelz · 
Ophain-Bois-Seigneur-Isaac